# جان-لويس مارتن
جان-لويس مارتن هو سياسي كندي، ولد في 1 فبراير 1823، وتوفي في 16 ديسمبر 1861.